# Szabadság-szobor (New York)
A Szabadság megvilágosítja a világot, ismertebb nevén a Szabadság-szobor New York előtt, a Liberty Islanden található, a Hudson folyó torkolatánál. Az acélvázas, rézből készült szobrot Franciaország ajándékozta az Amerikai Egyesült Államok függetlenségének százéves évfordulója alkalmából. A szobrász Frédéric Auguste Bartholdi volt, a belső szerkezet mérnöki munkáit Gustave Eiffel végezte.

## Leírása
A nőként ábrázolt Szabadság egy fáklyát tart a jobbjában és egy táblát a baljában. A tábla felirata JULY IV MDCCLXXVI – vagyis 1776. július 4., az Egyesült Államok függetlenségének kikiáltása. A nőalak egyik lába láncokon áll, ez jelképezi az elnyert szabadságot. A United States Information Agency (USIA) szerint a korona hét ága a hét kontinenst jelképezi.
A teljes magasság a talajtól a fáklya tetejéig 93 méter, beleértve a talapzatot is. Maga a szobor 46 méter magas. A szobor tömege 204 tonna.
A talapzat második emeletén lévő múzeum a szobor történetét mutatja be. A szobor belsejében csigalépcső vezet a koronában levő kilátóhoz, minden harmadik fordulónál pihenővel. 1916 előtt a jobb karban levő létra is nyitva volt a nagyközönség számára, de ma már csak a személyzet használhatja a fáklya világítóberendezéseinek karbantartására.

## Története

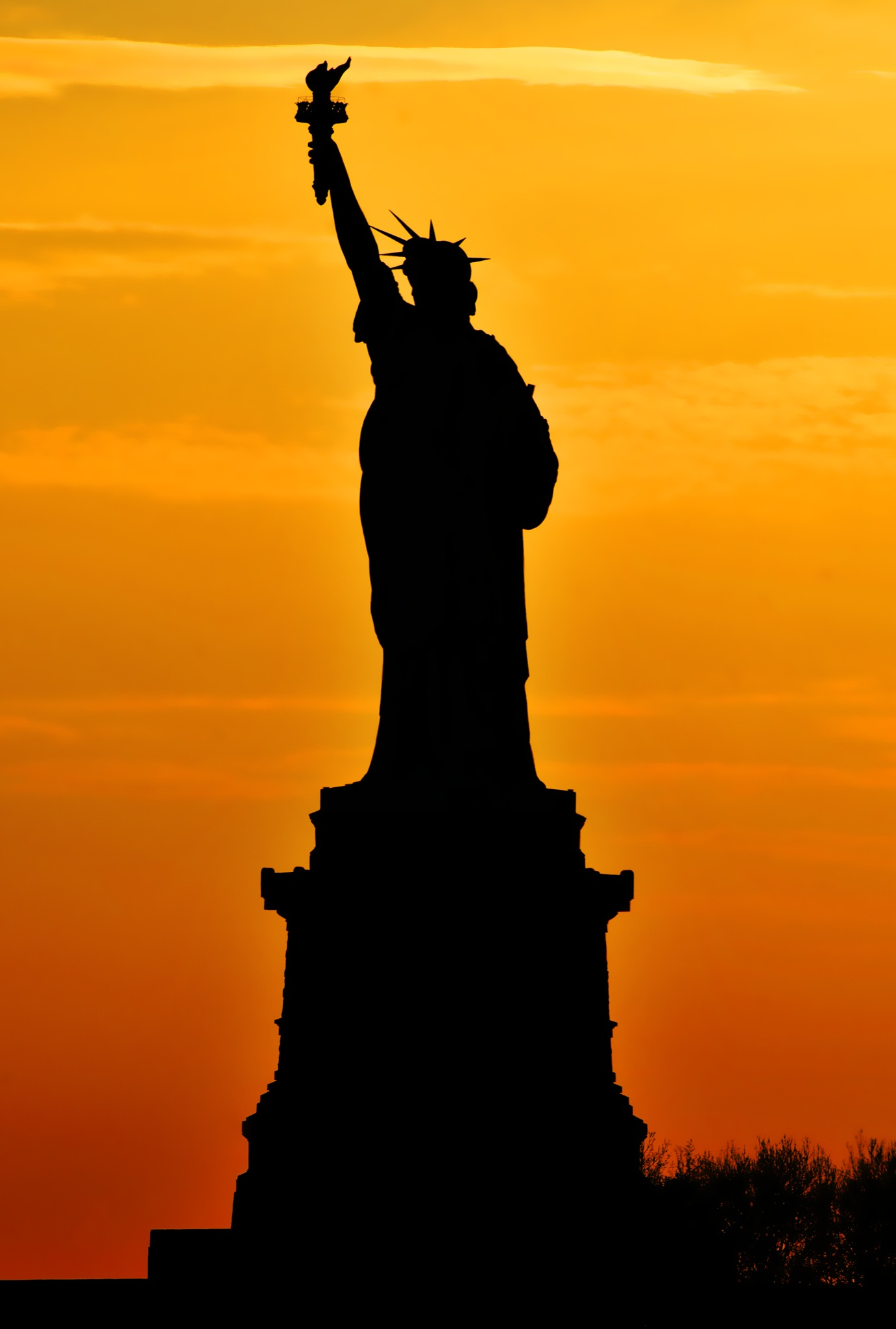

Édouard René Lefebvre de Laboulaye történész és politikus több vitát kezdeményezett Franciaországban arról, mi lenne a legmegfelelőbb ajándék az Egyesült Államok függetlenségi nyilatkozata centenáriumára. Frédéric Auguste Bartholdi francia szobrászt megbízták, hogy tervezzen szobrot 1876-os határidővel. A szobor Port Szaídban állt volna és a tervek szerint Egyiptom fényt visz Ázsiába lett volna a címe. Az ihletet ehhez az Abu Szimbel-i templomok óriásszobrai adták. Ez a projekt folytatódott volna, ha Egyiptom akkori vezetője, Iszmáíl khedive nem találta volna túl költségesnek. Ekkor született meg az évfordulós ajándék ötlete, amely akkoriban megrázta Franciaországot. A harmadik francia köztársaság sokak szemében még ideiglenesnek tűnt, akik a monarchia visszatértét vagy pedig a napóleoni alkotmányos rendszerhez hasonlót óhajtottak. A köztársasági eszme kifejezéseként ajándékot adni a tengerentúli „nővér” köztársaságnak annak idején politikai célokat szolgált.
A szobor mintája Eugène Delacroix A Szabadság vezeti a népet című képének főalakja volt. Az első kisméretű modellt 1870-ben építették. Ez jelenleg Párizsban található, a Luxembourg-kertben. Modellje egy egyiptomi muzulmán parasztasszony volt.
Abban egyetértés mutatkozott, hogy az amerikaiak építsék a talapzatot, a franciák pedig a szobrot. Ennek ellenére a források mindkét országban elégtelenek voltak. Franciaországban különböző illetékeket vetettek ki, rendezvényeket és lottót szerveztek a 2 250 000 frank összegyűjtésére. Az Egyesült Államokban jótékonysági színpadi előadásokkal, kiállításokkal, aukciókkal és ökölvívó mérkőzésekkel gyűjtötték a forrásokat.
Közben Bartholdinak mérnöki segítségre volt szüksége, hogy a hatalmas szobor strukturális problémáit megoldja. Ezzel Gustave Eiffelt, az Eiffel-tornyot tervező cég tulajdonosát bízták meg. Eiffel bevonta a részletes munkába Maurice Koechlint is.

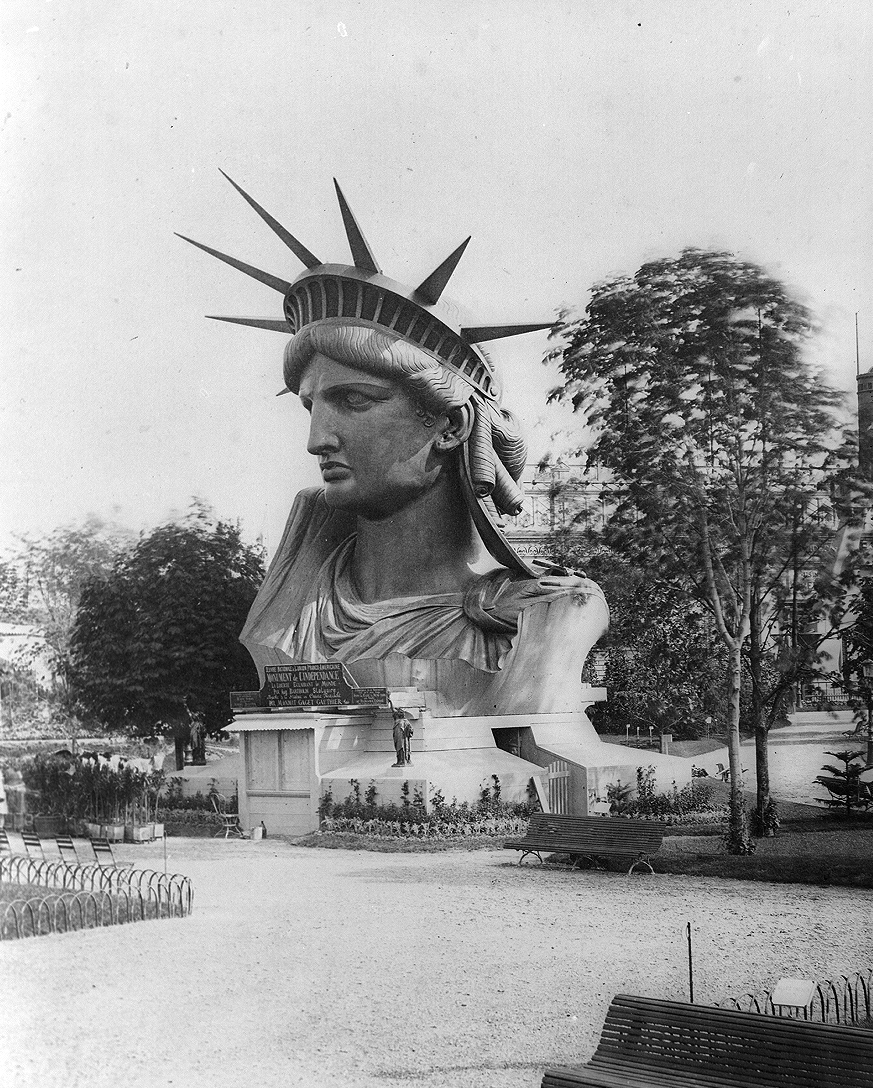
A szobor feje a párizsi világkiállításon 1878-ban

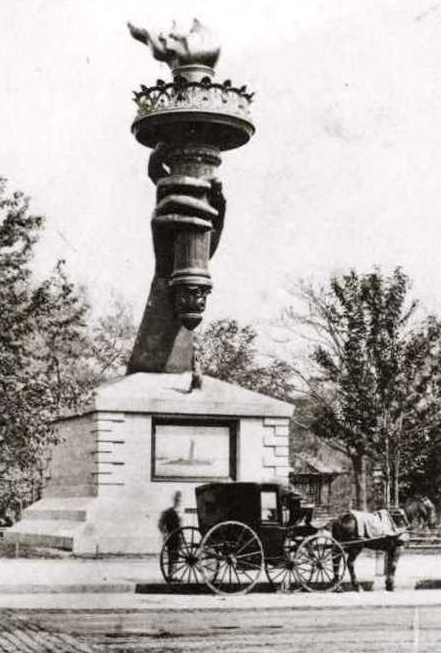
A Szabadság-szobor karja és fáklyája a New York-i Madison Square Parkban állt 1876 és 1882 között

1878. június 30-án Párizsban a világkiállításon mutatták be a szobor elkészült fejét a Trocadero palota kertjében, míg a szobor többi részét a Mars-mezőn állították ki.
1879. február 18-án Bartholdi szabadalmaztatta a tervét.
A talapzatra szánt pénz lassan gyűlt, ezért Pulitzer József (a Pulitzer-díj alapítója) a The World vezércikkében támogatta a gyűjtést. Az éles hangú kampány sikeresen motiválta az amerikaiakat (és egyben 50 000 új előfizetőt szerzett a lapnak). A pénz végül is 1885 augusztusára gyűlt össze. A talapzat tervét Richard Morris Hunt készítette, az alapkő letétele augusztus 5-én történt, és a bentheimi homokkőből készült talapzatot 1886. április 22-én fejezték be.
A szobor 1884 júliusában készült el Franciaországban, és 1885. június 17-én érkezett meg New Yorkba az Isere fregatt fedélzetén. 350 darabban szállították, 214 csomagban, összeállítása négy hónapig tartott. 1886. október 28-án az Egyesült Államok elnöke, Grover Cleveland leplezte le több ezer néző előtt. (A sors iróniája, hogy Cleveland volt az, aki New York állam kormányzójaként megvétózta a talapzat építésére szánt 50 000 dollár kifizetését az állam költségvetéséből.)
1916-ban a szobrot robbanás károsította, ekkor zárták el a fáklyát a látogatók elől. Ugyanabban az évben Gutzon Borglum, a Rushmore-hegy szobrásza, módosította az eredeti fáklyát, levágva a lángot alkotó réz nagy részét, és belső világítást helyezett el. A módosítások után a fáklya beeresztette az esőt és hólét, meggyorsítva a szobor belsejében a korróziót.
2001. szeptember 11-éig a szobor belseje is nyitva volt a látogatók előtt. A koronából, ahol egyszerre 30 ember fért el, kiváló kilátás nyílt az öbölre. A várakozási idő általában több mint három óra volt. A szeptember 11-ei támadást követően a szigetet lezárták. A Liberty Island 2001. december 20-tól újra fogadja a látogatókat, a talapzatot és a benne lévő múzeumot 2004 augusztusában nyitották meg újra, míg magát a szobrot és a koronában lévő kilátót 2009. július 4-én.
Egy 21. századi legenda szerint a Szabadság-szoborhoz egy fekete nő állt modellt. Ebből azonban semmi nem igaz. Frederic Auguste Bartholdi a szobor testéhez szeretője - későbbi felesége - alakját, a fejéhez pedig anyját használta inspirációként. A modern legenda alapja az lehetett, hogy a Szabadság-szobor arca a New York-i kicsomagoláskor valóban sötét volt, ami a fekete-fehér képeken feketének tűnt. De csak mert sötétvörös rézből készült; a mostani patinás zöld szín csak idővel alakult ki. 

## A szobor és az1956-os forradalom
1956. november 18-án emigráns magyarok egy csoportja hét méter hosszú magyar zászlót tűzött ki a Szabadság-szobor tetején, a szobor talapzatán pedig egy még nagyobb feliratot helyezett el a következő szöveggel: „STOP GENOCIDE, SAVE HUNGARY" ("Vessetek véget a népirtásnak, mentsétek meg Magyarországot”). A magyar és egy kisebb amerikai zászló mintegy fél órán át lobogott a szobor tetején, mielőtt az őrök feljuthattak. Az esemény hírét még aznap világgá röpítették a nagy hírügynökségek, vezető helyen jelentették az amerikai rádiók és a televízió, címoldalon hozták a másnap megjelenő amerikai lapok.

## Másolatok

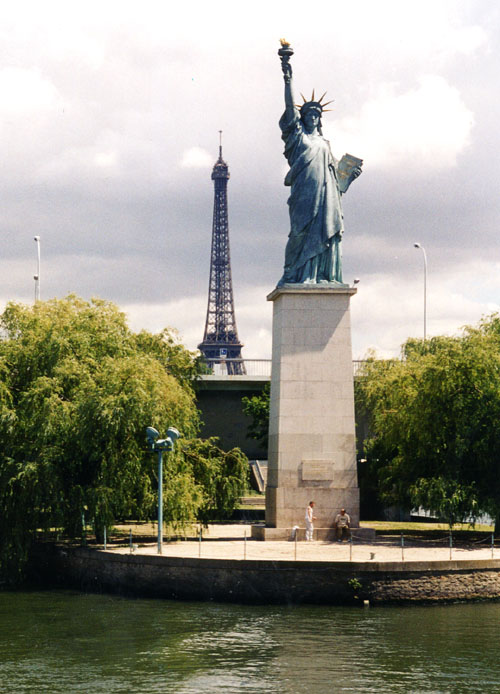
A szobor másolata Párizsban, a Szajnán, a Hattyúk szigetén (Île aux Cygnes)

Világszerte több száz másolat készült a Szabadság-szoborról. Van egy nővére Párizsban a Szajnán, a Hattyúk szigetén (Île aux Cygnes), és még néhány Franciaországban; létezik másolat Ausztriában, Németországban, Olaszországban, Japánban és Vietnámban. Másolatok készültek tematikus parkok számára és reklám céljából, hazafias felbuzdulásból (a cserkészek legalább kétszázat adományoztak). 1989-ben a Tienanmen téri tüntetésekre a kínai diákok egy tízméteres szobrot készítettek, amelyet a Szabadság Istennőjének neveztek el. Ez akarattal nem hasonlított a Szabadság-szoborra, hogy ne lehessen Amerika-barátsággal vádolni a résztvevőket.

## A 2001-es terrortámadás után
A 2001. szeptember 11-ei terrortámadás után Liberty Island decemberig nem volt látogatható, a szobor nagy része azonban jelenleg sem az, fenntartói szerint nem a terrorizmustól való félelem, hanem tűzvédelmi okok miatt. A hozzá tartozó múzeum már 2004. augusztus 3. óta újra látogatható, a szobornak azonban csak a tízemeletes talapzatába lehet bemenni, ennek üvegmennyezetén át a felső vasszerkezet megtekinthető. Naponta csak 3000 látogatót fogadnak, szigorú biztonsági előírások mellett (hasonlóan a repülőtéri ellenőrzéshez), a jegyeket a szigetre utazás előtt meg kell venni. (Magát a szigetet naponta kb. 15 000-en látogatják.)
2006 júniusában a szenátusban, 2007 júliusában a képviselőházban javasolták a szobor újranyitását. A nemzeti park igazgatója, Fran P. Mainella azonban 2006. augusztus 9-én kelt, Anthony D. Weiner New York-i képviselőnek írt levelében közölte, hogy a szobrot határozatlan ideig zárva tartják.
Ken Salazar belügyminiszter 2009. július 4-én újra megnyitotta a szobrot a látogatók előtt, azonban azok száma erősen korlátozva van, naponta kb. 240 ember mehet fel a szobor kezében lévő fáklyáig.

## Megjelenése a kultúrában
A Szellemirtók 2. (1989) című filmben a szobrot életre keltik: a megelevenedő szobor lelép talapzatáról és a szellemirtók irányításával elindul a New Yorkba.
Giannina Braschi United States of Banana (2011) című regényében, a Szabadság-szobor olyan karakter, aki beleszeret egy börtönben élő fogolyba szoknyája alatt.

## Külső hivatkozások
- A Szabadság-szoborról az Irány New Yorkon (magyarul)
- Fotók a szobor építéséről (angolul)
- Így készült a New York-i Szabadság-szobor (magyarul)
- A szoborról a structurae.net oldalon (angolul)